# Marek Picz
Marek Picz (ur. w 1967 w Gostyniu) – śpiewak operowy (bas-baryton), absolwent Uniwersytetu im. Adama Mickiewicza w Poznaniu (na kierunku Wychowanie Muzyczne) oraz Akademii Muzycznej we Wrocławiu (Wydział Wokalny).

## Życiorys
Już w czasie studiów brał udział w wykonaniu wielu dzieł muzyki oratoryjnej w kraju i za granicą, współpracując z takimi dyrygentami jak J.T. Adamus, M. Gawroński, Berhnard Buttmannn i Urlich Grosser. Występował z Filharmonią Wrocławską i Kaliską, Dolnośląską Orkiestrą Barokową, Orkiestrą Symfoniczną Akademii Muzycznej we Wrocławiu oraz Collegio di Musica Sacra.
W przedstawieniu dyplomowym odtwarzał rolę Figara w mozartowskim "Weselu Figara". Od 2004 roku jest solistą Krakowskiej Opery Kameralnej, regularnie występując jako tytułowy "Don Pasquale" w operze Gaetano Donizettigo. W 2005 roku współpracował ze sceną SPAM, śpiewając Tracolla w intermezzo operowym G.B. Pergolesiego "Livietta e Tracollo". W 2006 roku (jako bas solo) brał udział w nagraniu albumu z dziełami Józefa Zeidlera – zapomnianego kompozytora polskiego, związanego z kongregacją księży filipinów na Świętej Górze w Gostyniu. Nagrana pod dyrekcją m.in. Marka Toporowskiego (z zespołem Concerto Polacco oraz Sine Nomine) płyta otrzymała w 2008 roku prestiżową statuetkę Fryderyka.
Od 2006 roku Marek Picz mieszka i pracuje w Niemczech (w berlińskiej Deutsche Oper). Działa w polonijnym stowarzyszeniu Verein fuer Interkulturelle Begegnungen e.V., promującym polską kulturę w Niemczech.
W maju 2010 roku otrzymał od Rady Miejskiej w swoim rodzinnym mieście Gostyń Nagrodę Twórczą "Laur Gostynia" za działalność kulturalną - organizację gostyńskich spektakli operowych i koncertów operetkowych.